# Syllis maryae
Syllis maryae är en ringmaskart som beskrevs av San Martin 1992. Syllis maryae ingår i släktet Syllis och familjen Syllidae.
Artens utbredningsområde är Mexikanska golfen. Inga underarter finns listade i Catalogue of Life.